# The Rose (lied)
The Rose is een lied dat is geschreven door Amanda McBroom.

## Tekst
Het lied beschrijft de liefde, maar ook de angst om geliefd en daarna gekwetst te worden. Ook haalt het als thema aan: de mensen die niet of nog niet verliefd zijn geweest en ernaar hunkeren.

De sleutelpassage is: 
Onthoud dat in de winter, ver onder de koude sneeuw, er een zaadje ligt dat met de liefde van de zon een roos wordt.— Just remember in the winter, Far beneath the bitter snows, Lies the seed that with the sun's love, in the spring becomes the rose.

## Bette Midler
De plaat werd een grote hit voor Bette Midler. Zij zong het nummer in de film met de gelijknamige titel uit 1979 en het was deel van de soundtrack daarvan.
De single werd een succes in thuisland de Verenigde Staten, waar er meer dan 500.000 exemplaren werden verkocht.
In Nederland werd de plaat regelmatig gedraaid op de landelijke radiozenders, echter werden de destijds drie hitlijsten (de Nederlandse Top 40, Nationale Hitparade en de TROS Top 50) niet bereikt. De plaat bleef 1 week steken in de "Bubbling under" van de Nationale Hitparade.
Ook in België werden de twee Vlaamse hitlijsten en de Waalse hitlijst niet bereikt.
Sinds de allereerste editie in december 1999, staat de plaat onafgebroken genoteerd in de jaarlijkse NPO Radio 2 Top 2000 van de Nederlandse publieke radiozender NPO Radio 2, met als hoogste notering een 24e positie in 2007.

### Evergreen Top 1000
| Evergreen Top 1000 "The Rose" | Evergreen Top 1000 "The Rose" | Evergreen Top 1000 "The Rose" | Evergreen Top 1000 "The Rose" | Evergreen Top 1000 "The Rose" | Evergreen Top 1000 "The Rose" | Evergreen Top 1000 "The Rose" | Evergreen Top 1000 "The Rose" | Evergreen Top 1000 "The Rose" | Evergreen Top 1000 "The Rose" | Evergreen Top 1000 "The Rose" | Evergreen Top 1000 "The Rose" | Evergreen Top 1000 "The Rose" | Evergreen Top 1000 "The Rose" | Evergreen Top 1000 "The Rose" | Evergreen Top 1000 "The Rose" | Evergreen Top 1000 "The Rose" |
| Jaar                          | 2008                          | 2009                          | 2010                          | 2011                          | 2012                          | 2013                          | 2014                          | 2015                          | 2016                          | 2017                          | 2018                          | 2019                          | 2020                          | 2021                          | 2022                          | 2023                          |
| ----------------------------- | ----------------------------- | ----------------------------- | ----------------------------- | ----------------------------- | ----------------------------- | ----------------------------- | ----------------------------- | ----------------------------- | ----------------------------- | ----------------------------- | ----------------------------- | ----------------------------- | ----------------------------- | ----------------------------- | ----------------------------- | ----------------------------- |
| Positie                       | 457                           | 24                            | 35                            | 21                            | 14                            | 74                            | 53                            | 25                            | 25                            | 20                            | 38                            | 42                            | 29                            | 48                            | 50                            | 63                            |

### NPO Radio 2 Top 2000
| Nummer met noteringen in de NPO Radio 2 Top 2000 | '99 | '00 | '01 | '02 | '03 | '04 | '05 | '06 | '07 | '08 | '09 | '10 | '11 | '12 | '13 | '14 | '15 | '16 | '17 | '18 | '19 | '20 | '21 | '22 | '23 | '24 |
| ------------------------------------------------ | --- | --- | --- | --- | --- | --- | --- | --- | --- | --- | --- | --- | --- | --- | --- | --- | --- | --- | --- | --- | --- | --- | --- | --- | --- | --- |
| The Rose                                         | 47  | 35  | 30  | 43  | 44  | 36  | 32  | 34  | 24  | 27  | 33  | 29  | 35  | 86  | 105 | 85  | 100 | 94  | 97  | 177 | 193 | 198 | 228 | 286 | 288 | 281 |

1. ↑  Een vetgedrukt getal geeft de hoogste notering aan.

## Ann Christy
In Vlaanderen is vooral de versie getiteld De roos van Ann Christy populair. De Nederlandstalige tekst hiervan is geschreven door Johan Verminnen. Jean Blaute was de producer. Het nummer kwam uit in 1980 en was vaak op de radio te beluisteren. Het heeft echter de algemene hitparades niet gehaald. Het stond wel twaalf weken in de Vlaamse top 10, met als hoogste notering een derde plaats. Het plaatje komt ieder jaar terug in Radio 2: 1000 Klassiekers, waar het vanaf het beginjaar 2007 tot 2013 steeds in de top 10 stond.

### Vlaamse Top 10
| Positie: | 6 | 6 | 10 | 8 | 9 | 10 | 5 | 3 | 3 | 3 | 5 | 10 | uit |

### VRT Radio 2 Top 2000
| Nummer met notering(en) in de VRT Radio 2 Top 2000 | '21 | '22 |
| -------------------------------------------------- | --- | --- |
| De roos                                            | 254 | 306 |

1. ↑  Een getal geeft de plaats aan, een '-' dat het nummer niet genoteerd was en een '?' betekent dat de notering nog niet verwerkt is. Een vetgedrukt getal geeft aan dat dit de hoogste notering betreft.

### Radio 2.be 1000 Klassiekers
| Nummer met notering(en) in de 1000 Klassiekers van Radio 2 | '07 | '08 | '09 | '10 | '11 | '12 | '13 | '14 | '15 | '16 | '17 | '18 | '19 | '20 |
| ---------------------------------------------------------- | --- | --- | --- | --- | --- | --- | --- | --- | --- | --- | --- | --- | --- | --- |
| De roos                                                    | 2   | 1   | 1   | 3   | 3   | 4   | 8   | 11  | 19  | 38  | 38  | 44  | 172 | 258 |

1. ↑  Een getal geeft de plaats aan; een '-' dat het nummer niet genoteerd was. Een vetgedrukt getal geeft aan dat dit de hoogste notering betreft.

## Bonnie St. Claire
In Nederland had Bonnie St. Claire een hitje met haar versie van het nummer, getiteld De roos. De vertaling was van Cor Aaftink.

### Nederlandse Top 40
| Positie: | 39 | 32 | 26 | 26 | 37 | uit |

### Nationale Hitparade
| Positie: | 24 | 23 | 36 | 44 | 37 | uit |

## The Dubliners
The Dubliners namen in 1991 samen met de Hothouse Flowers een duet op genaamd The Rose. Het nummer werd in 1991 uitgebracht als single en behaalde een tweede positie in de Irish Singles Charts.